# View from Masada
View from Masada è il secondo album in studio del rapper statunitense Killah Priest, pubblicato il 9 maggio 2000 dall'etichetta discografica MCA Records.

## Tracce
1. Intro – 2:08
2. View from Masada – 4:07
3. Hard Times – 4:18
4. Maccabean Revolt (feat. Goldie Mack) (Interlude) – 1:21
5. Maccabean Revolt (feat. Maccabeez) – 3:53
6. Gotta Eat – 4:54
7. What Part of the Game? (feat. Ras Kass) – 4:18
8. I'm Wit That – 3:22
9. Bop Your Head (Priesthood) (feat. Canibus) – 3:58
10. Rap Legend – 3:38
11. Places I've Been – 3:46
12. When Will We Learn? – 4:17
13. Food for Thought (feat. Daddy Rose) (Interlude) – 1:36
14. Live By the Gun (feat. Kavalier & Black Rose Kartel) – 3:37
15. If I Die (feat. Salla`udiin Rose) – 4:03
16. Outro – 1:54

## Classifiche
| Classifica (2000) | Posizione massima |
| ----------------- | ----------------- |
| Stati Uniti       | 73                |